# Puesto Oceanográfico de la isla de Trinidad
El Puesto Oceanográfico de la isla de Trinidad (POIT) (en portugués: Posto Oceanográfico da Ilha da Trindade) es una organización militar de la Marina de Brasil con sede en la isla Trinidad perteneciente al estado de Espírito Santo en Brasil en las zonas cuasiecuatoriales del océano Atlántico a aproximadamente 1150 kilómetros de las costas de América del Sur.
Instalado en 1957, cuenta con un personal permanente de 32 hombres de la marina del Brasil, la mitad de los cuales son suplantados semestralmente, cuyas misiones son cuidar a la isla de invasiones extranjeras, llevas a cabo observaciones meteorológicas, de mareas y otras de carácter técnico, monitorear movimientos de buques y aeronaves, vigilar el tráfico marino, cuidar la ecología de la isla, entre otras. Anterior a 1957, existieron otras fortificaciones y guarniciones en la isla.
Ubicada en las coordenadas 20°30′28″S 29°18′46″O / -20.50778, -29.31278, en la costa este en Enseada dos Portugueses, es la localidad más remota del Brasil, situado a 1025 km de la guarnición naval de la isla Santa Bárbara. Cuenta con una pequeña cancha de fútbol y una estación meteorológica.